# Divizia 316 Infanterie (Uniunea Sovietică)
Divizia 316 Infanterie sau Divizia 316 Pușcași (în rusă 316-я стрелковая дивизия) a fost o unitate mare de infanterie a Armatei Roșii a Forțelor Armate ale URSS în cel de-Al Doilea Război Mondial. A fost cunoscută și ca Divizia 8 Infanterie Motorizată de Gardă, divizie refăcută la 11 iulie 2011 de Forțele Armate ale Republicii Kârgâzstan.

## Cadru
După ce Germania Nazistă a invadat Uniunea Sovietică la 22 iunie 1941, rezervele au fost mobilizate pentru a fi trimise pe front. La 12 iulie 1941, Divizia 316 de Pușcași a fost înființată în Alma Ata, capitala RSS Kazahă. Comandantul acesteia a fost numit generalul-maior Ivan Panfilov, comisarul militar al RSS Kirghiză. Rezerviștii alocați diviziei 316 erau în mare parte din cele două republici; când s-a format, divizia a fost remarcată ca fiind 90% kazahi și kirghizi, cu doar 10% ruși. Era formată din trei regimente de infanterie: al 1073-lea, al 1075-lea și al 1077-lea.
Soldații diviziei 316 au depus jurământul pe 1 august și s-au urcat în trenuri către front între 18 și 20 august. Au ajuns la Borovici, lângă Malaia Vișera, la sfârșitul lunii august. În regiune au avut loc deja lupte intense împotriva germanilor, ca parte a campaniei de apărare a Leningradului de atacul Grupului de Armate Nord. Divizia 316 Infanterie a fost implicată în mai multe înfruntări, dar pe 8 septembrie a fost trimisă ca rezervă a Armatei a 52-a. A petrecut o lună în spatele frontului.

## Prima formație
Este una dintre diviziile emblematice ale Armatei Roșii în Marele Război Patriotic, care și-a câștigat faima în timpul apărării de la Dubosekovo (lângă Volokolamsk, Moscova). A fost parte a armatei active din 25 august până în 5 octombrie 1941 și din 14 octombrie până în 18 noiembrie 1941.

Distrugerea trupelor germane la Volokolamsk. Săgețile roșii și, respectiv, albastre au marcat înaintarea Grupurilor 1 și 2 de luptă ale Diviziei 2 Panzer. Linia punctată indică linia aproximativă a frontului: roz: poziția inițială; violet: după bătăliile din 16 noiembrie; albastru: după bătăliile din 17 noiembrie

La 16 noiembrie 1941, flancul stâng al diviziei a fost atacat de forțele Diviziei 2 Panzer germane cu sarcina de a îmbunătăți pozițiile pentru ofensiva Corpului 5 de Armată, programată pentru 18 noiembrie. În centrul apărării diviziei, Divizia 35 Infanterie germană a lansat o lovitură secundară. În același timp, divizia 316 trebuia să participe la ofensiva sovietică a aripii drepte a armatei a 16-a pe Volokolamsk.
În lupte grele cu forțele inamice superioare, personalul diviziei a dat dovadă de eroism în masă. În această zi au avut loc evenimentele de la Dubosekovo, care au devenit cunoscute ca isprava legendară (sau de propagandă sovietică) a celor 28 de bărbați ai lui Panfilov.

## A doua formație
A doua formație s-a format la sfârșitul lunii iunie până la 10 iulie 1942 la Vîazniki în districtul militar Moscova. Cadrul unității provenea fie din Brigada 41, 52 sau 157 de pușcași. Divizia a fost repartizată Armatei a 9-a de rezervă STAVKA și a rămas acolo până la sfârșitul lunii august. Divizia a fost apoi repartizată Armatei a 8-a de rezervă și a rămas repartizată armatei când a fost redenumită Armata a 66-a la 24 august și trimisă la sud, pe Frontul Stalingrad. De la sosirea diviziilor pe front în septembrie, a luptat sub armatele 24, 66 și 1 de gardă. Divizia a fost practic distrusă în luptă, iar la 4 noiembrie 1942 cartierul general al diviziei a fost desființat, iar rămășițele diviziei au fost folosite pentru a întări Divizia 260 de pușcași.

## A treia formație
Cea de-a treia formație a Diviziei 316 pușcași a început la 3 septembrie 1943, bazată pe Brigada 57 de pușcași și Brigada 131 pușcași din Corpul 11 pușcași al Armatei 9 a Frontului Caucazului de Nord.
După război, divizia s-a mutat la Moghilău-Podolski cu Corpul 37 de pușcași. A fost desființată fie înainte, fie în jurul lui iulie 1946, când corpul s-a desființat.